# Viaggio in Italia (film)
Viaggio in Italia è un film del 1954 diretto da Roberto Rossellini.

## Trama
Una coppia della alta classe media inglese, lui piuttosto arrogante, lei perbenista, arriva a Napoli per sistemare una questione di eredità. Sposati da otto anni, Alex e Katherine Joyce sono in realtà due persone che non hanno più nulla da dirsi, due estranei che reagiscono in maniera differente rispetto agli eventi e anche rispetto al paesaggio che li circonda. Lui va spesso a Capri da amici, mentre lei preferisce conoscere la città e alcuni luoghi caratteristici, che però finiscono per rattristarla. Quando hanno ormai deciso di interrompere il proprio legame col divorzio, vengono coinvolti in una processione che si snoda lungo le strade di Maiori: la folla li allontana e li divide, ma il disperato ricongiungimento e l'abbraccio finale fra i due lascia sperare in una riconciliazione.

## Produzione
Il film vuole essere anche un omaggio alla città partenopea (da poco uscita dalla brutalità della seconda guerra mondiale), dando modo di esplorare le sue bellezze come il Museo nazionale, la sibilla Cumana, il cimitero delle Fontanelle, Capri, la solfatara di Pozzuoli e l'Hotel Excelsior. Martin Scorsese, amante della pellicola, ne ha mutuato il titolo in un suo documentario sul cinema italiano.

## Critica
Il film «fu straordinariamente ammirato dai giovani critici dei Cahiers du cinéma ed ebbe una vasta influenza su diversi registi della nouvelle vague d'ogni paese». In Italia non fu riconosciuto all'epoca il valore innovativo di Viaggio in Italia.
La mentalità italiana fa emergere la vita della coppia inglese in crisi in un modo profondo, ovvero attraverso il passato nascosto nell'arte antica e nelle leggende o semplicemente nell'immaginazione, che viene immediatamente messa in moto attraverso oggetti di buon gusto più recenti quali mobili, porcellane e quadri contenuti all'interno della villa.